# Paleobotanie

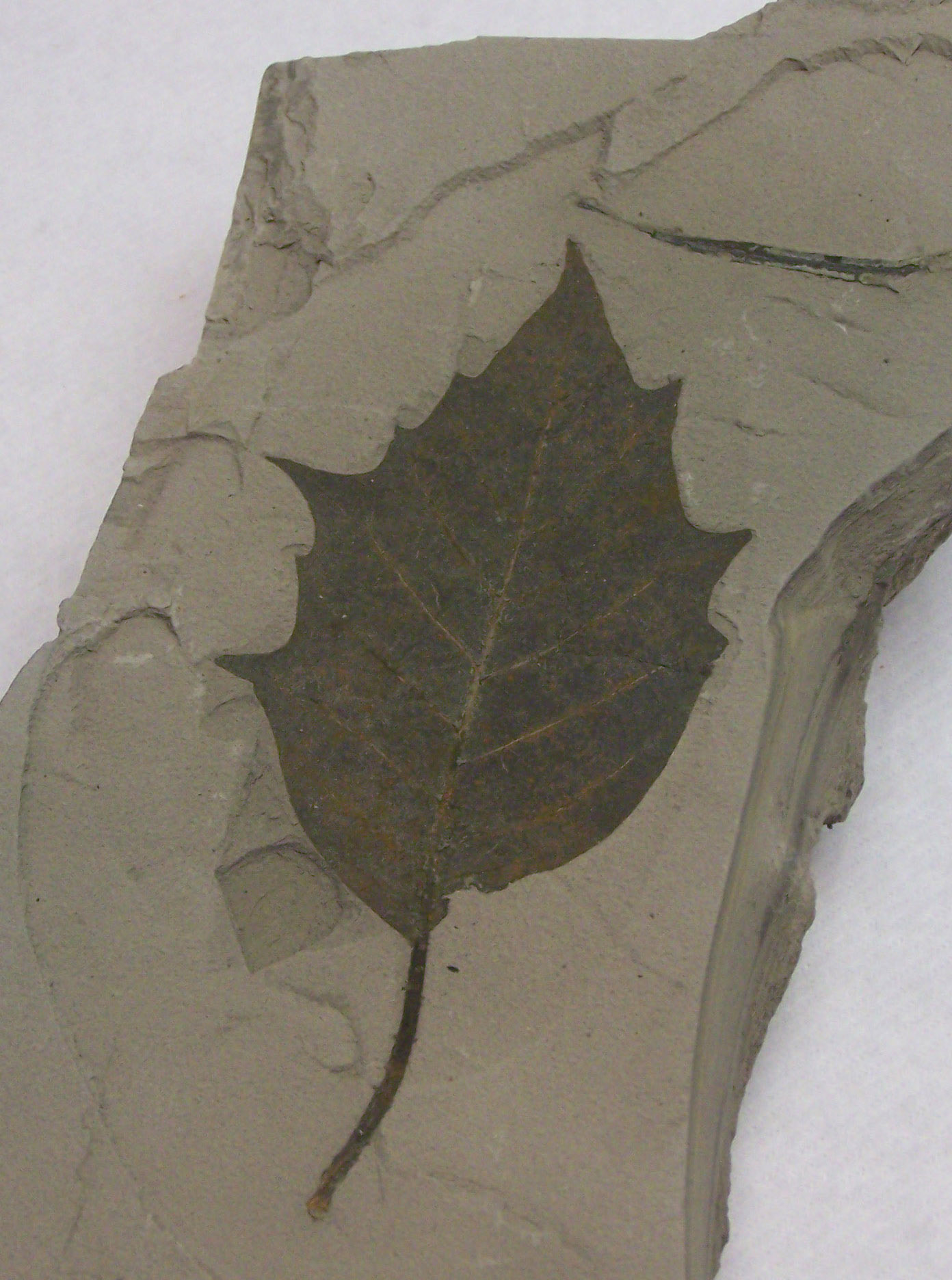
Fossiel blad van de soort Nyssa haidingeri uit het Mioceen.

Paleobotanie is de wetenschap die onderzoek doet naar fossiele planten. De naam is afgeleid vanuit het Grieks palaios = "uit vroeger tijden" gecombineerd met "botanie" = plantkunde.

## Onderzoek
In Nederland wordt paleobotanisch onderzoek gedaan aan onder andere de Universiteit Leiden (in samenwerking met Naturalis), de Universiteit Utrecht en het Biologisch-Archaeologisch Instituut (BAI) van de Rijksuniversiteit Groningen. Het kan een onderdeel zijn van zowel geologisch, archeologisch als biologisch onderzoek, en richt zich voornamelijk op evolutie/systematiek, reconstructie van vroegere milieus en klimaten en biogeografie.
Organisaties die zich richten op de promotie van de paleobotanie, zijn onder meer de Botanical Society of America en de International Organisation of Palaeobotany.

## Palynologie
Binnen de paleobotanie is met name onderzoek naar fossiel pollen (stuifmeel), sporen en andere microfossielen belangrijk. Dit vindt zijn toepassing in de palynologie, waarbij ook recente pollen worden betrokken. Vooral het stratigrafische onderzoek en onderzoek naar vroegere vegetaties en veranderingen in het klimaat (paleoklimatologie) zijn belangrijke toepassingen.
Pollen wordt in grote hoeveelheden geproduceerd door planten, en is dan ook overal terug te vinden. Binnen palynologisch onderzoek (pollenstudies) wordt vaak gebruikgemaakt van sedimenten uit bijvoorbeeld meren en venen. Met behulp van geconcentreerde zuren (zoals HF) wordt het pollen vrijgemaakt uit de sedimentmonsters. Dit pollen worden gekleurd, zodat het kan worden bestudeerd onder de microscoop. Stuifmeelkorrels hebben karakteristieke vormen waardoor deze door een specialist (palynoloog) kunnen worden gedetermineerd, meestal tot op soortniveau, maar in veel gevallen slechts tot op het niveau van geslacht of hoger.